# Жовтець азійський

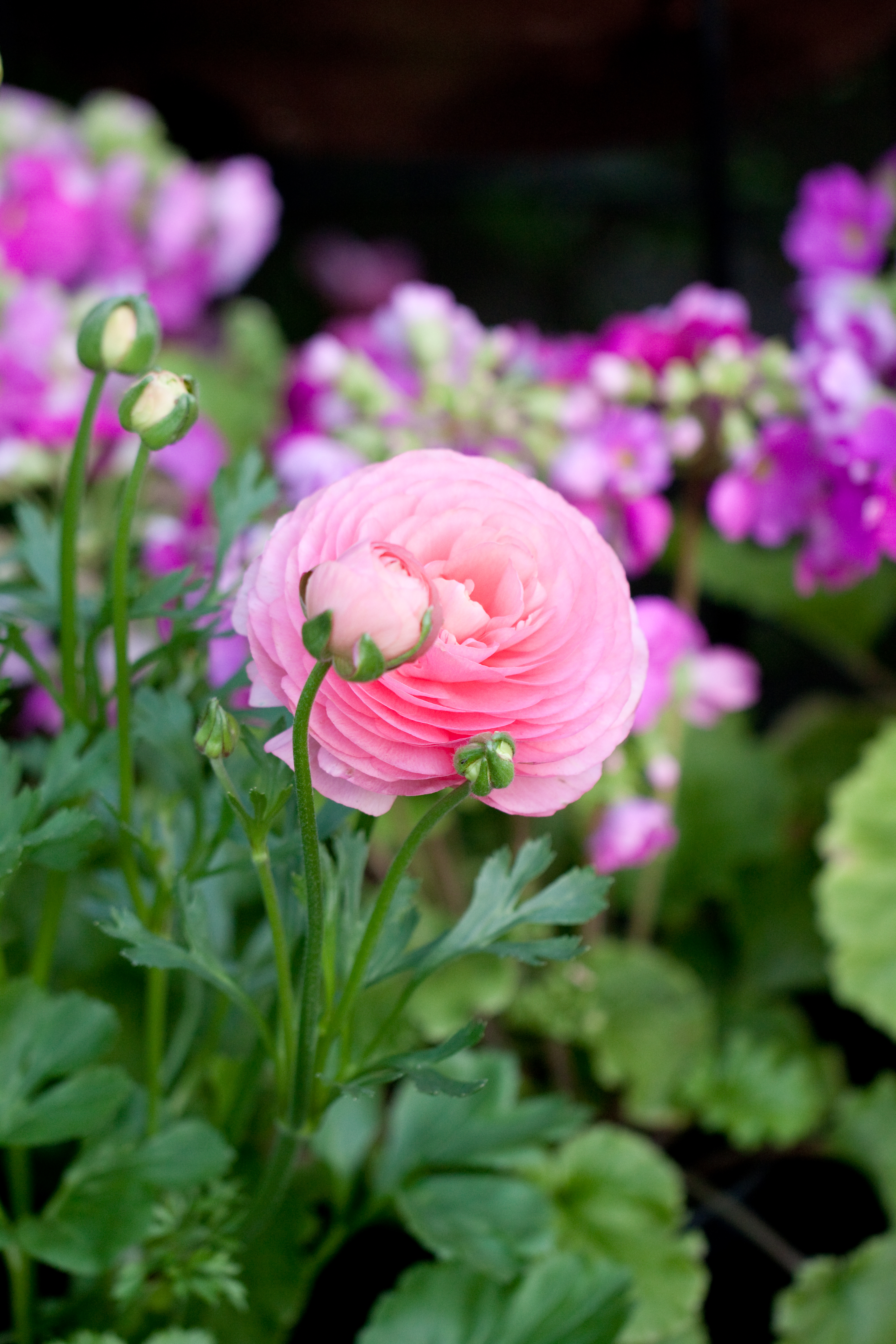
Сорт 'M-Sakura'

Жовтець азійський або Ранункулюс (лат. Ranunculus asiaticus) — квіткова рослина з роду жовтець (Ranunculus) родини жовтцевих (Ranunculaceae). Культивується у багатьох країнах світу як декоративна рослина.

## Поширення
У дикому вигляді росте у Східному Середземномор'ї, Південно-Західній Азії, Південно-Східній Європі (Карпати, Крит, Родос) та Північно-Східній Африці.

## Ботанічний опис
Багаторічна трав'яниста рослина заввишки до 45 см з прямим або розгалуженим стеблом.
Листки вкриті пушком.
Квітки діаметром 3-5 см, можуть мати різне забарвлення: жовте, біле, рожеве, червоне, помаранчеве.

## Вирощування
Культивується як декоративна садова рослина. У культурі є гібридні сорти, які мають поодинокі або повні квіти, що нагадують троянди або півонії. Є також гібриди до 20 см, для вирощування у горщиках як кімнатні рослин.
Вирощують ранункулюси із бульбочок. Навесні їх саджають у відкритий ґрунт, коли прогріється земля (середина квітня — початок травня). Бруньки заглиблюють на 5-7 см, відстань між рослинами — 10-15 см. До посадки бульбочки замочують на декілька годин у воді. За цей час вони набухають та збільшуються у розмірі.
Ґрунт бажано підтримувати постійно вологим, а для утворення великих квіток підживлювати рідким добривом з високим вмістом калію. Одна бульба дає кілька квіток, які добре стоять у зрізці.
У середніх широтах ранункулюс не зимує, тому після відмирання листя бульби викопують. Бульбочки сушать nf зберігають у сухому торфі (піску) у прохолодному місці.

## Визнання
1 березня 2023 року Canada Post, поштова адміністрація Канади, випустила поштову марку із зображенням Ranunculus asiaticus. Марка випущена в буклетах і рулонах, а також як сувенірний лист.